# Fernando Piñuela
Fernando Piñuela y Romero (Murcia, 7 de febrero de 1897- ibíd, 7 de noviembre de 1939), fue un profesor y político español. Alcalde de Murcia entre 1936 y 1938, fue ejecutado por la dictadura franquista.

## Biografía
Nacido en Murcia en 1897, su padre era funcionario municipal y su madre maestra de enseñanza primaria. Estudió magisterio en la Escuela Normal de Murcia y continuó su formación en la Escuela Superior de Magisterio de Madrid, concluyéndola el 19 de julio de 1919. En esta última institución tuvo por compañeros a Rodolfo Llopis y Víctor de la Serna con los que entabló profunda amistad. Simultaneó sus estudios de magisterio con la carrera de derecho, licenciándose en 1920. 
Fue catedrático numerario de Gramática y Literatura en las Escuelas Normales de Huesca, Burgos y Ciudad Real. Allí se afiliaría tanto a la UGT como al PSOE, siendo elegido concejal socialista en el ayuntamiento de Ciudad Real en abril de 1931, ejerciendo como alcalde hasta el 11 de julio, al ser elegido diputado.

### Diputado a Cortes
Elegido diputado por Ciudad Real en las elecciones generales de 1931 por el PSOE, fue miembro de la Comisión de Justicia. En las elecciones generales de 1933 volvió a ser candidato por Ciudad Real sin obtener el escaño. 
Director de la Escuela Normal de Ciudad Real en los cursos 1933-1934 y parte del 1934-1935, fue detenido por su participación en la revolución de octubre de 1934, por lo que fue destituido como director. Tras ser procesado, resultó absuelto en marzo de 1935.

### Alcalde de Murcia
En junio de 1935 se trasladó a Murcia, donde fue catedrático de metodología de la historia en la Escuela Normal de la capital murciana.
Concejal del ayuntamiento de Murcia tras el triunfo del Frente Popular en febrero de 1936, el 26 de mayo de ese año fue elegido alcalde en sustitución de José María Bautista Hernández, poco antes de declararse la Guerra Civil como consecuencia del golpe de Estado llevado a efecto por una parte del ejército.
En su labor como Alcalde de Murcia destacó la gestión de los primeros días de la contienda en defensa del patrimonio religioso de la ciudad, evitando que la reacción popular contra los golpistas derivase en una destrucción indiscriminada. Durante la Guerra, entre otras medidas, presidió la Junta de Incautación y Protección del Patrimonio Artístico, con sede en la Catedral, destinada a catalogar y preservar el patrimonio, entre otras, las piezas de Salzillo que cada Semana Santa presiden las procesiones de muchas localidades de la región de Murcia. También organizó durante todo el conflicto un comité popular que atendió a los refugiados que llegaban a Murcia huyendo de las zonas devastadas.
Dada la escasez de moneda fraccionaria que existía en el término municipal de Murcia durante el conflicto, el ayuntamiento emitió billetes sustituyendo a las monedas de 0,50, 1 y 2 pesetas, siendo conocidos éstos popularmente como piñuelas.

### En el Madrid sitiado
En enero de 1938 dejó su cargo de alcalde (siendo sustituido por Bienvenido Santos), trasladándose a Madrid como Comisario Inspector del Ejército del Centro y en este cargo continuó hasta marzo de 1939 en que Segismundo Casado, al frente del Consejo Nacional de Defensa, le nombró Comisario General del Ejército del Centro. En reunión de las Federaciones Provinciales Socialistas celebrada el 21 de marzo de 1939, fue nombrado vocal de una nueva Comisión Ejecutiva del PSOE elegida para hacer frente a la difícil situación que se avecinaba.

### Represión franquista
Al finalizar la guerra civil fue detenido en Elche (Alicante) cuando intentaba llegar a Murcia. Fue internado en un campo de concentración desde el que fue trasladado a Murcia.
En dicha ciudad fue juzgado por un tribunal militar en consejo de guerra. Se le acusó de hacer depuración del alumnado, según la "Comisión Depuradora del Ejército de Ocupación" y de auxilio a la rebelión. Diversas personas y entidades de Murcia, vinculadas a la derecha política, manifestaron por carta ante el tribunal que Piñuela había sido un hombre honrado, que había protegido bienes y personas durante la guerra y que era un excelente profesor. El propio obispo de la Diócesis de Cartagena, Miguel de los Santos, pidió por carta que no fuera condenado.
Sin embargo, a pesar de las numerosas peticiones cursadas, fue condenado a muerte el 1 de julio de 1939, siendo ejecutado el 7 de noviembre del mismo año junto a otros catorce murcianos por un pelotón formado por miembros de la IV División de Navarra en las tapias del Cementerio de Nuestro Padre Jesús de Murcia.